# Орехово-Зуевская правда
«Орехово-Зуевская правда» — газета Орехово-Зуевского городского округа Московской области. В первоначальном варианте выпускалась еженедельно в двухстраничном издании. Первый выпуск газеты вышел 22 июля 1917 года. В 2022 году газета размером в 16 полос выходила один раз в неделю – в четверг. Тираж - 7000 экземпляров. Редакция «Орехово-Зуевской правды» стала действительным членом Национальной тиражной службы.
С начала 2024 года редакция газеты «Орехово-Зуевская правда» приостановила свою деятельность, а с 01.08.2024 г. по решению учредителей свидетельство средства массовой информации ПИ № ТУ 50 - 02889, выданное 31.01.2020 г. прекратило свое действие
Вековые традиции одной из старейших газет в Московской области с 1 января 2024 года продолжило новое издание – общественно-политическая муниципальная газета «Орехово-Зуевская правда на связи»

## Учредители издания
Учредители (соучредители): АДМИНИСТРАЦИЯ ОРЕХОВО-ЗУЕВСКОГО ГОРОДСКОГО ОКРУГА.

## История
Первый номер под названием «Известия Орехово-Зуевского Совета рабочих депутатов» был выпущен 22 июня 1917 года. Издание стало «газетой № 1» Орехово-Зуева. Изначально средства на печать выделялись фабриками. Распространение происходило через добровольцев. Начиная с апреля 1924 года издание стало ежедневным.

В середине двадцатого столетия газета была переименована в «Колотушка», а в 1990-х годах — в «Орехово-Зуевскую правду».

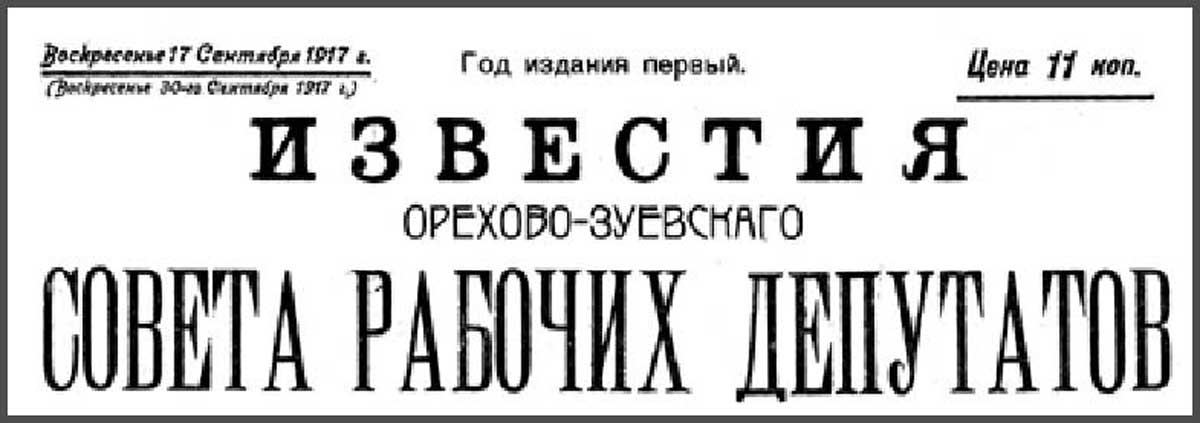
«Известия Орехово-Зуевского Совета рабочих депутатов» (1917)
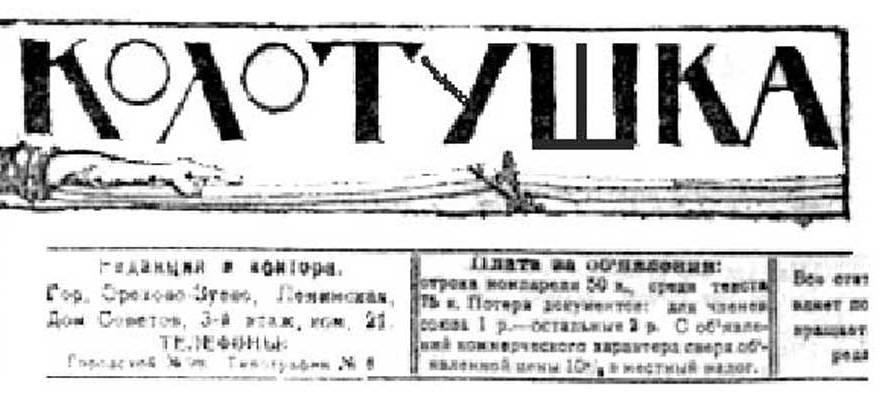
«Колотушка» (1922)
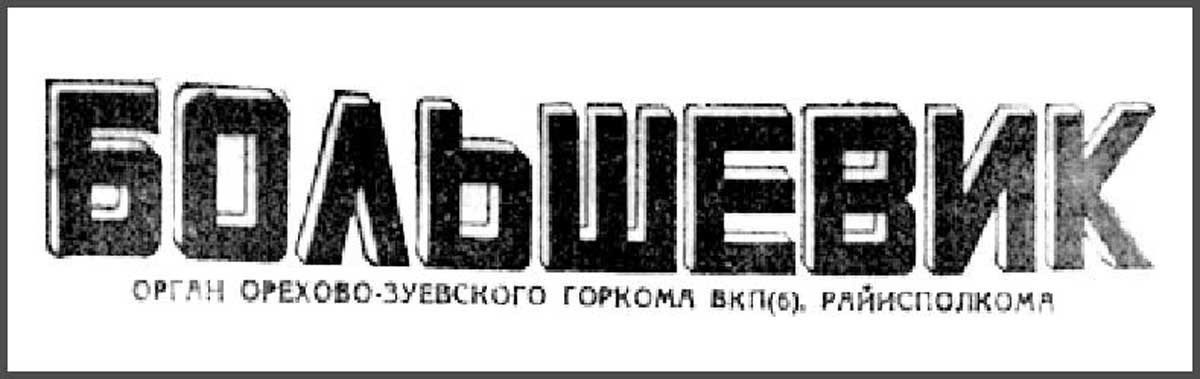
«Большевик» (1937)
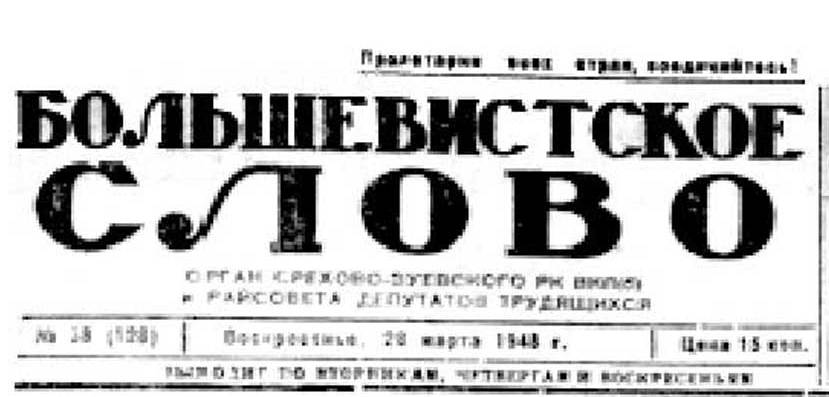
«Большевистское слово» (1947)

## Коллектив
Коллектив редакции газеты "Орехово-Зуевская правда на связи" – автономное учреждение "Медиа-центр Орехово-Зуевского городского округа".
Директор, главный редактор -  Олеся Романовна Салехова.